# Bill Cody (acteur)
Pour les articles homonymes, voir Bill Cody (homonymie) et Cody.
Bill Cody, de son vrai nom William Joseph Cody, est un acteur américain né le 5 janvier 1891 à Saint Paul (Minnesota) et mort le 24 janvier 1948 à Santa Monica (Californie).

## Filmographie (sélection)
- 1925 : Border Justice de B. Reeves Eason
- 1925 : Cold Nerve de J. P. McGowan
- 1925 : The Fighting Smile  de Jay Marchant
- 1925 : The Fighting Sheriff de J. P. McGowan
- 1925 : Moccasins de Robert North Bradbury
- 1925 : Riders of Mystery de Robert North Bradbury
- 1926 : The Galloping Cowboy (en) de William James Craft
- 1926 : Le Roi du turf (en) (King of the Saddle),
- 1927 : Gold from Weepah de William Bertram
- 1927 : Born to Battle de Alvin J. Neitz
- 1927 : The Arizona Whirlwind (en) de William James Craft
- 1928 : The Price of Fear de Leigh Jason
- 1928 : The Wilderness Family de Ford Beebe
- 1928 : Laddie Be Good de Bennett Cohn
- 1929 : The Tip-Off de Leigh Jason
- 1929 : Wolves of the City de Leigh Jason
- 1929 : Eyes of the Underworld de Leigh Jason
- 1929 : Slim Fingers de Josef Levigard
- 1930 : Under Texas Skies (en) de J. P. McGowan
- 1931 : Dugan of the Badlands de Robert North Bradbury
- 1931 : The Montana Kid de Harry L. Fraser
- 1931 : Land of Wanted Men de Harry L. Fraser
- 1931 : Oklahoma Jim de Harry L. Fraser
- 1932 : Texas Pioneers (en) de Harry L. Fraser
- 1932 : The Ghost City de Harry L. Fraser
- 1932 : Mason of the Mounted de Harry L. Fraser
- 1932 : Law of the North de Harry L. Fraser
- 1934 : The Border Menace de Jack Nelson
- 1934 : Frontier Days de Robert F. Hill
- 1934 : Border Guns de Robert J. Horner (en)
- 1935 : The Vanishing Riders de Robert F. Hill
- 1935 : The Texas Rambler (en) de Robert F. Hill
- 1935 : Reckless Buckaroos de Harry L. Fraser
- 1935 : Western Racketeers de Robert J. Horner (en)
- 1935 : Lawless Border de John P. McCarthy
- 1935 : Six Gun Justice de Robert F. Hill
- 1935 : The Cyclone Ranger (en) de Robert F. Hill
- 1936 : Blazing Justice de Al Herman
- 1936 : Outlaws of the Range de Al Herman
- 1939 : The Fighting Gringo de David Howard